# Eduard Eichmann
Eduard Eichmann (* 14. Februar 1870 in Hagenbach, Pfalz; † 26. April 1946 in München) war ein katholischer deutscher Priester, Theologe und Kirchenrechtler, der aus dem Bistum Speyer stammte.

## Leben
Eduard Eichmann war der Sohn des Landwirtes Nikolaus Eichmann und dessen Gattin Margaretha geb. Hummel. Er studierte Theologie und Rechtswissenschaft in Würzburg und Straßburg; 1895 erhielt er in Würzburg die Priesterweihe. Nach dreijähriger Seelsorgetätigkeit als Kaplan in Rottendorf und am Julius-Spital Würzburg ging Eichmann zu juristischen Studien an die Ludwig-Maximilians-Universität München, wo er 1904 mit der Dissertation Der recursus ab abusu nach deutschem Recht zum Dr. iur. utr. promoviert wurde.
1905 wurde Eduard Eichmann außerordentlicher Professor, ab 1909 ordentlicher Universitätsprofessor für Kirchenrecht an der Universität Prag. Nach seiner Promotion in Theologie an der Universität Freiburg im Breisgau wechselte er 1913 als Ordinarius des kirchenrechtlichen Lehrstuhles an die Universität Wien. Ab 1918 wirkte der Geistliche als Universitätsprofessor für Kirchenrecht, insbesondere Rechtsgeschichte und Dogmatik, in München. Er wurde 1927 ordentliches Mitglied der philosophisch-philologischen Klasse der Bayerischen Akademie der Wissenschaften.
Eichmann war der Initiator einer Gesamtdarstellung des Kanonischen Rechts und maßgebender Interpret des katholischen Kirchenrechts im deutschsprachigen Raum. Er gilt als Begründer der Münchener Kanonistischen Schule. Sein Werk führten Klaus Mörsdorf und später Winfried Aymans weiter.
Der Priester war seit dem Studium Mitglied der katholischen Studentenverbindungen KDStV Markomannia Würzburg, KDStV Badenia Straßburg und KDStV Aenania München im CV. Später wurde er noch Mitglied der CV-Verbindungen KDStV Gothia Würzburg (1905), KDStV Normannia Karlsruhe, KDStV Vandalia Prag und KDStV Ferdinandea Prag.
Die Heimatgemeinde Hagenbach ernannte ihn 1930 zum Ehrenbürger.

## Schriften
- Der recursus ab abusu nach deutschem Recht mit Berücksichtigung des preussischen und reichsländischen Kirchenrechts. Historisch-dogamtisch dargestellt, Breslau 1902 (zugleich Dissertation, Universität München).
- Acht und Bann im Reichsrecht des Mittelalters. Schöningh, Paderborn 1909
- Königs- und Bischofsweihe. Sitzungsberichte der Bayerischen Akademie der Wissenschaften, Philosophisch-Philologische und Historische Klasse, München 1928
- Die Kaiserkrönung im Abendland. Ein Beitrag zur Geistesgeschichte des Mittelalters, mit besonderer Berücksichtigung der kirchlichen Rechte, der Liturgie und der Kirchenpolitik, Echter, Würzburg 1942
- Weihe und Krönung des Papstes im Mittelalter, Zink, München 1951
- Kirche und Staat. Schöningh, München 1968 (Nachdruck der Ausgaben von 1914 bis 1925)

Lehrbuch des Kirchenrechts
- Lehrbuch des Kirchenrechts auf Grund des Codex iuris canonici für Studierende. Schöningh Paderborn, ab 1923 (ab 1949 mit Klaus Mörsdorf)
  - Bd. 1: Einleitung, Allgemeiner Teil und Personenrecht
  - Bd. 2: Sachenrecht
  - Bd. 3: Prozess- und Strafrecht

Kanonisches Recht
- Winfried Aymans, Klaus Mörsdorf, Eduard Eichmann: Kanonisches Recht, 4 Bde., Bd. 1: Einleitende Grundfragen und Allgemeine Normen, Schöningh, Paderborn 1991, ISBN 3-506704818
- Winfried Aymans, Klaus Mörsdorf, Eduard Eichmann: Kanonisches Recht, 4 Bde., Bd. 2: Verfassungsrecht, Vereinigungsrecht, Schöningh, Paderborn 1997, ISBN 3-506704826
- Winfried Aymans, Klaus Mörsdorf: Kanonisches Recht, 4 Bde., Bd. 3: Verkündigungsdienst und Heiligungsdienst, Schöningh, Paderborn 2007, ISBN 3-506704931